# Huśtawka

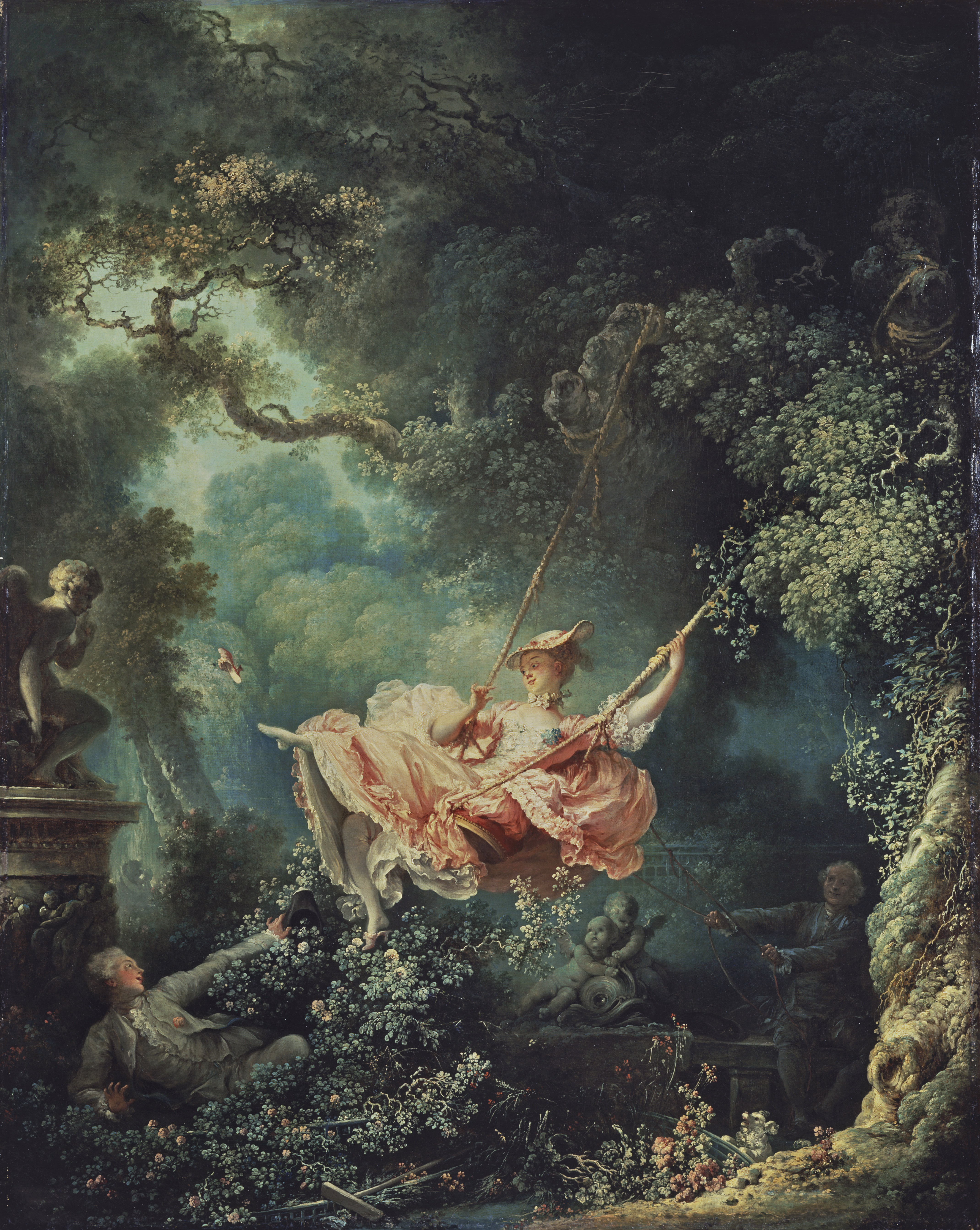
Huśtawka - obraz Jean-Honoré Fragonarda

Huśtawka to urządzenie rekreacyjne z ruchomym elementem, poruszającym się wahadłowo, na którym znajduje się miejsce do siedzenia dla jednej lub kilku osób. Urządzenie jest wprawiane w ruch przez użytkownika, który w odpowiednim rytmie zmienia swoje położenie lub odpycha się od nieruchomych elementów.

## Odmiany huśtawki
Huśtawka występuje w wielu różnych odmianach. Ze względu na konstrukcję można wyróżnić następujące typy:
- huśtawka na desce / równoważna, działająca na zasadzie dźwigni o równych ramionach, na końcach których umieszczone są siedziska, przeznaczona dla dwóch osób
- huśtawki wahadłowe, z wiszącym elementem ruchomym:
  - z pojedynczym siedziskiem, "krzesełkiem"
  - z siedziskiem w postaci "ławeczki" dla kilku osób, tzw. huśtawka ogrodowa
  - z dwoma siedziskami umieszczonymi naprzeciw siebie, tzw. huśtawka parkowa
  - najprostsza konstrukcja, zawieszona na jednej lub dwóch linach lub łańcuchach, z siedziskiem zrobionym z deski lub opony

Huśtawki najczęściej montowane są na osiedlowych placach zabaw, w ogrodach jordanowskich i parkach.

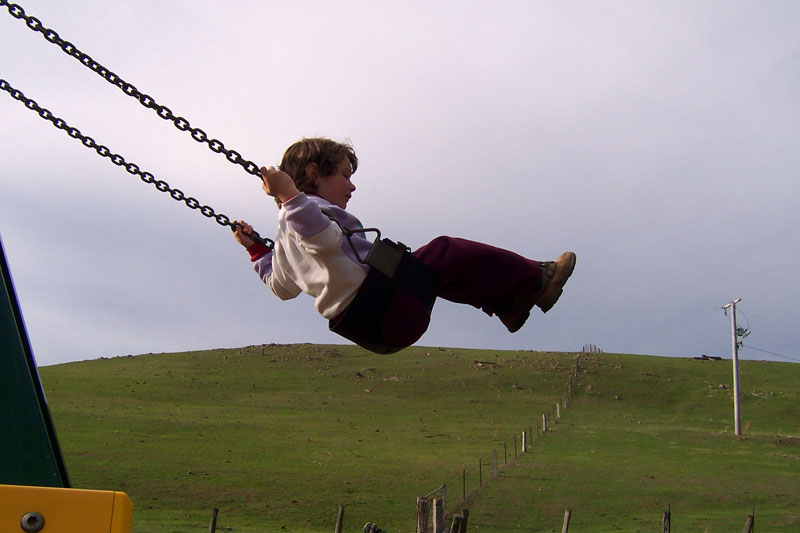
huśtawka wahadłowa
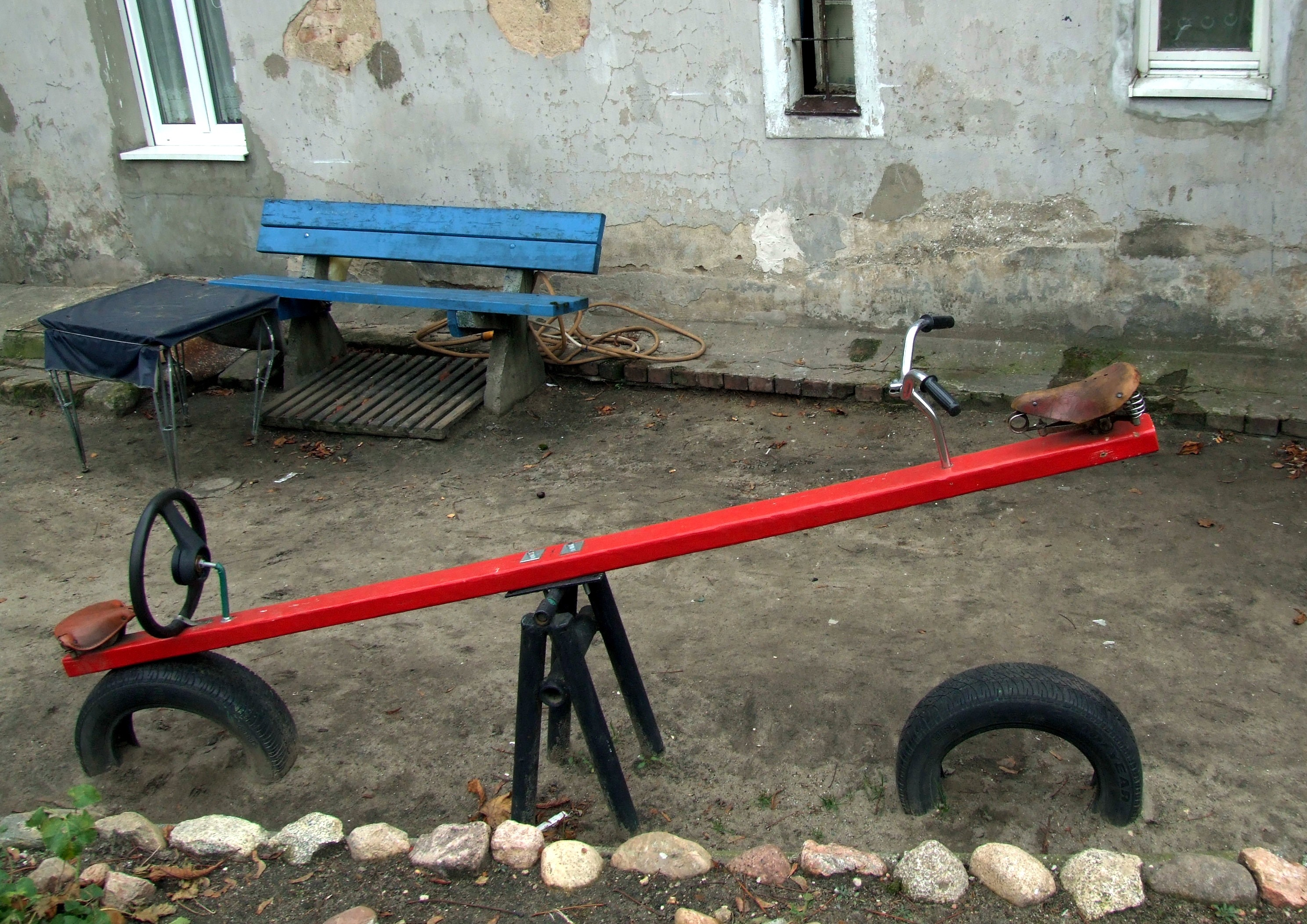
huśtawka równoważna
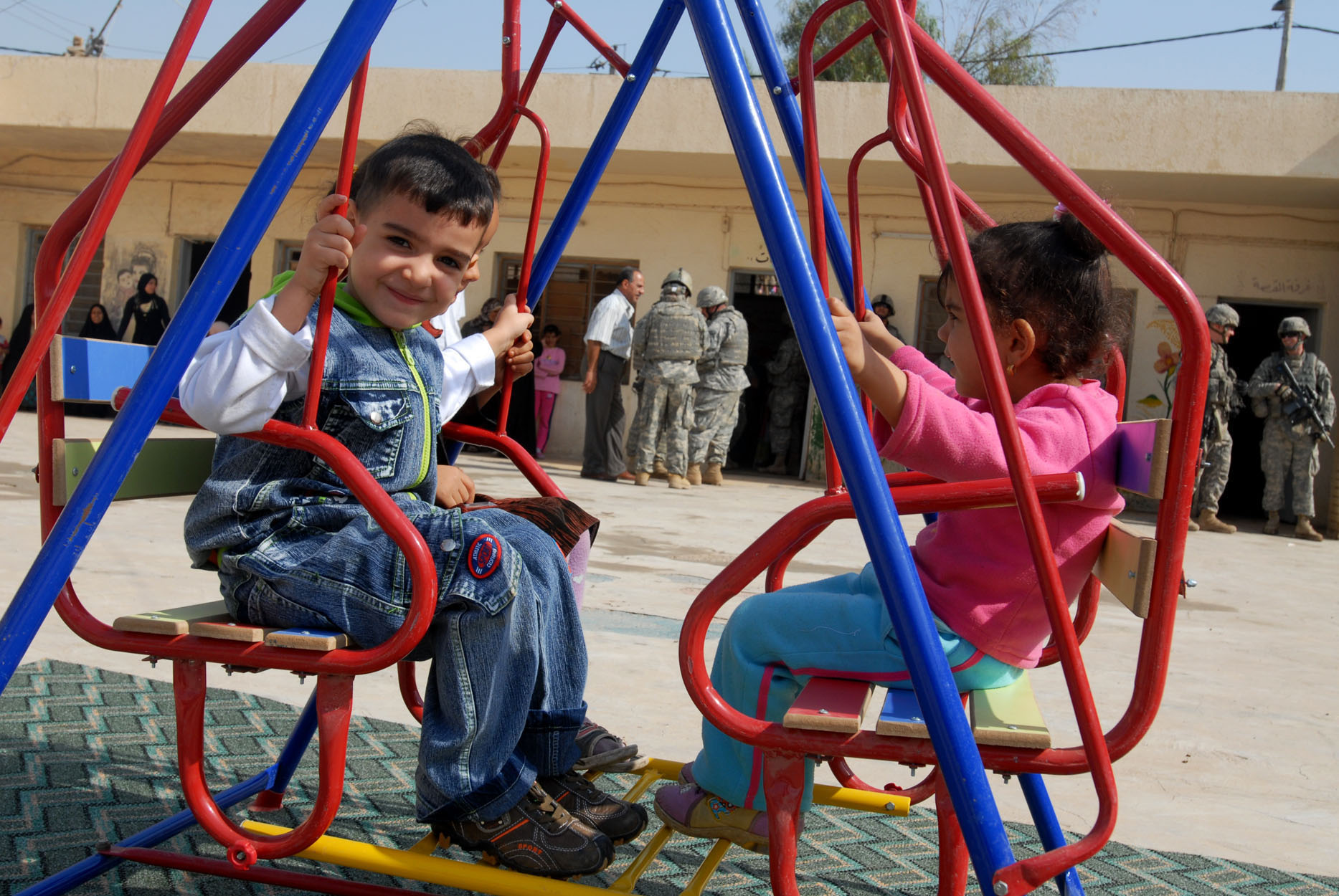
huśtawka parkowa